# Oiselay-et-Grachaux
Oiselay-et-Grachaux é uma comuna francesa na região administrativa de Borgonha-Franco-Condado, no departamento de Alto Sona. Estende-se por uma área de 22,99 km². Em 2010 a comuna tinha 429 habitantes (densidade: 18,7 hab./km²).